# Tanque Velho
Tanque Velho (portugiesisch „alter Tank, alte Wanne“) heißt ein kleiner, 1869 erbauter Wasserspeicher bei Almas im Kreis Santa Cruz da Graciosa auf der portugiesischen Azoren-Insel Graciosa, der eine Fläche von ungefähr 760 m² hat.